# 拉斯勒特斯體育會
拉斯勒特斯體育會（Råslätts Sportklubb），於1970年1月31日成立，是一間來自瑞典延雪平的體育會，在可容納3.000名觀眾的主場拉斯勒特斯運動場進行比賽。

## 外部連結
- 官方網站 （页面存档备份，存于）